# USS President (1800)
USS President là một con tàu khu trục bằng gỗ gồm 44 súng của Hải quân Hoa Kỳ. 